# Catherine Heymans

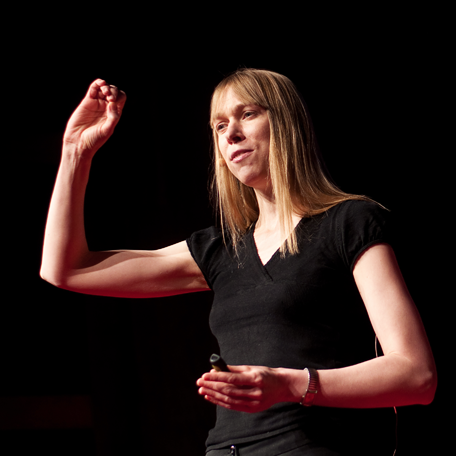
Catherine Heymans (2014)

Catherine Heymans (* 1978) ist eine britische Astrophysikerin, Hochschullehrerin am University of Edinburgh und Astronomer Royal for Scotland.

## Leben und Wirken
Heymans studierte ab 1996 Astrophysik an der University of Edinburgh. Ihr Studium schloss sie 2000 mit dem Mastertitel ab. 2003 wurde sie von der University of Oxfordzur Dr. phil. promoviert. Anschließend arbeitete sie als Postdoktorandin international an verschiedenen Instituten, unter anderem am Max-Planck-Institut für Astronomie in Heidelberg, am Canadian Institute for Theoretical Astrophysics in Toronto und am Institut d’Astrophysique de Paris. 2010 wechselte sie als Leiterin einer Forschungsgruppe an die University of Edinburgh, wo sie ab dem folgenden Jahr auch als Dozentin unterrichtete. Seit 2016 hat sie dort den ordentlichen Lehrstuhl für Beobachtende Kosmologie inne. 2018 erhielt sie den Max-Planck-Humboldt-Forschungspreis. Im gleichen Jahr wurde sie in die Royal Society of Edinburgh aufgenommen. Seit 2019 ist Heymans zudem Direktorin des German Centre for Cosmological Lensing der Ruhr-Universität Bochum. 2021 wurde sie zur ersten weiblichen Astronomer Royal for Scotland ernannt und im selben Jahr als Ehrenmitglied in die Royal Scottish Society of Arts aufgenommen. Ein Jahr später erhielt sie die Herschel-Medaille. 2023 wurde sie zum Mitglied in die Deutsche Akademie der Naturforscher Leopoldina gewählt.
Heymans gilt als eine der weltweit führenden Expertinnen für das sogenannte dunkle Universum, also vor allem Dunkle Materie und Dunkle Energie. Dabei liegt ein Schwerpunkt ihrer Forschung auf der Suche nach dem Ursprung des dunklen Universums sowie dessen Aufbau. Bei ihrer Forschung bedient sie sich der Technik der „schwachen Gravitationslinse“, um Ablenkungen und Verzerrungen von Lichtstrahlen durch dunkle Materie erkennen zu können. Neben ihrer Forschung tritt sie regelmäßig als Fachkommentatorin im BBC-Radio und -Fernsehen auf und setzt sich für Gleichberechtigung, Vielfalt und Inklusion in den MINT-Fächern ein.
Heymans ist Mutter von drei Kindern.